# Nicarchus
Nicarchus is een geslacht van rechtvleugeligen uit de familie veldsprinkhanen (Acrididae). De wetenschappelijke naam van dit geslacht is voor het eerst geldig gepubliceerd in 1878 door Stål.

## Soorten
Het geslacht Nicarchus  is monotypisch en omvat slechts de volgende soort:
- Nicarchus erinaceus (Stål, 1878)